# マレ
マレ（ディベヒ語: މާލެ、英語: Malé）は、インド洋の島国であるモルディブの首都。カーフ環礁の真ん中にある北マレ環礁の南端に位置する。
マレ島は周辺のヴィリンギリ島、人工島フルマーレ島、空港島フルレ島とともにマレ市を構成する。マレ島の人口は137,238人、マレ市の人口は211,908人（2022年国勢調査）。

## 概要

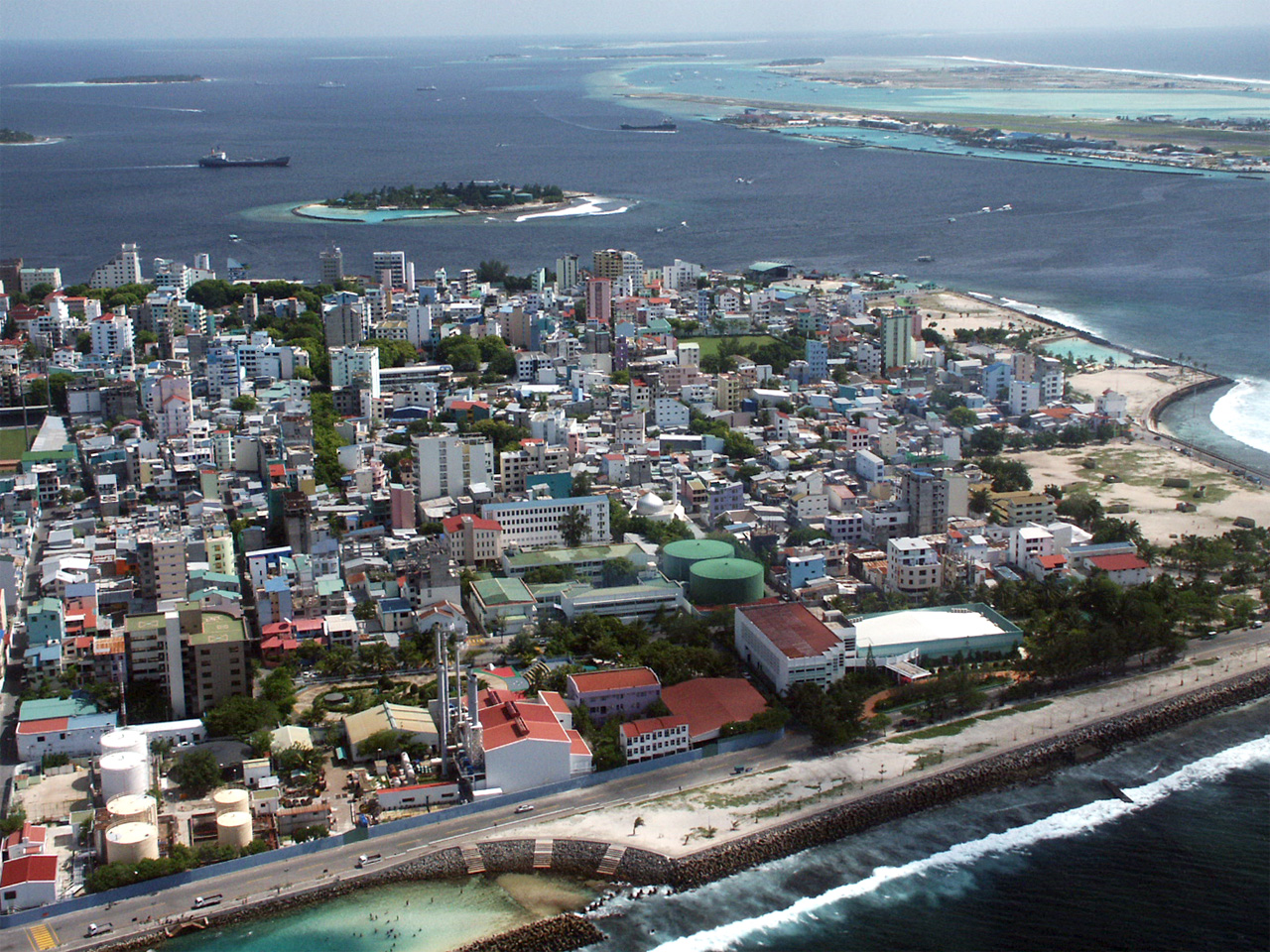
マレ島の市街地

モルディブの政治・経済の中心地で、貿易港でもある。目覚ましい発展を遂げる観光業のほか、主要産業の1つである漁業での水産物の加工も行われる。モルディブは各島ごとに単一の役割を担うことが多いが、マレ島は首都の島である。島の陸地全体が市街地化され、モルディブの人口の1/3から1/4ほどが集中しており、多くの外国人労働者も存在する。東隣のフルレ島にはヴェラナ国際空港があり、2018年以降はシナマーレ橋によって連結されている。
マレは、人口密度が世界一とも言われており、人口圧力を軽減するためにヴェラナ国際空港と陸続きの人工島「フルマーレ」を造成し移住を促しており、2022年時点で65,714人が暮らしている。
1987年のサイクロン被害への対策として、日本のODAにより防波堤が建設されている。2004年インド洋大地震による大津波では、マレも被害を受けたが、防波堤により津波が弱まったことで死者は出なかった。フルマーレにはこの津波の被災者も居住している。
モルディブは温暖化による海面上昇により水没の危機にあるため、政府と不動産開発業者のダッチ・ドックランズの合同プロジェクトにより、2008年からマレの西隣りにあるグルヒ・ファルフー礁に水上都市の建設が進められている。

## 行政区画
マレ市の行政区画は6区に分かれており、そのうち4区、すなわちヘンヴェイル地区、ガロル地区、マーファンヌ地区、マッチャンゴリー地区がマレ島にある。近隣のヴィリンギリ島は、かつて観光客向けの行楽地で、それ以前は監獄島だったが、現在は第5区（ヴィリマーレ）になっている。第6区は、2004年より入植を開始した人工島フルマーレ島である。加えて、空港島フルレ島もマレ市の一部となっている。

## 気候
マレはケッペンの気候区分では熱帯モンスーン気候に属す。5月から12月までの長い雨季があり、残り4か月が乾季となる。マーレはこの気候帯の多くの都市とは異なり、年間を通じて最高が30℃、最低が27℃程度と気温の変化が少ない気候を持つ。年間の平均降水量は1,900 mm超である。
| マレの気候                                       | マレの気候   | マレの気候   | マレの気候   | マレの気候    | マレの気候    | マレの気候    | マレの気候    | マレの気候   | マレの気候    | マレの気候   | マレの気候    | マレの気候    | マレの気候       |
| 月                                               | 1月          | 2月          | 3月          | 4月           | 5月           | 6月           | 7月           | 8月          | 9月           | 10月         | 11月          | 12月          | 年               |
| ------------------------------------------------ | ------------ | ------------ | ------------ | ------------- | ------------- | ------------- | ------------- | ------------ | ------------- | ------------ | ------------- | ------------- | ---------------- |
| 最高気温記録 °C （°F）                           | 32 (90)      | 32 (90)      | 33 (91)      | 37 (99)       | 37 (99)       | 34 (93)       | 32 (90)       | 32 (90)      | 32 (90)       | 33 (91)      | 33 (91)       | 32 (90)       | 37 (99)          |
| 平均最高気温 °C （°F）                           | 30.0 (86)    | 30.4 (86.7)  | 31.2 (88.2)  | 31.5 (88.7)   | 31.0 (87.8)   | 30.5 (86.9)   | 30.4 (86.7)   | 30.2 (86.4)  | 30.0 (86)     | 30.0 (86)    | 30.1 (86.2)   | 29.9 (85.8)   | 30.4 (86.7)      |
| 平均最低気温 °C （°F）                           | 25.4 (77.7)  | 25.6 (78.1)  | 25.8 (78.4)  | 26.4 (79.5)   | 26.2 (79.2)   | 25.8 (78.4)   | 25.6 (78.1)   | 25.5 (77.9)  | 25.1 (77.2)   | 25.2 (77.4)  | 25.3 (77.5)   | 25.1 (77.2)   | 25.6 (78.1)      |
| 最低気温記録 °C （°F）                           | 17 (63)      | 17 (63)      | 22 (72)      | 22 (72)       | 22 (72)       | 22 (72)       | 21 (70)       | 21 (70)      | 22 (72)       | 21 (70)      | 20 (68)       | 21 (70)       | 17 (63)          |
| 降水量 mm （inch）                               | 75.2 (2.961) | 49.7 (1.957) | 72.8 (2.866) | 131.6 (5.181) | 215.7 (8.492) | 171.9 (6.768) | 147.2 (5.795) | 187.7 (7.39) | 242.8 (9.559) | 222.0 (8.74) | 201.0 (7.913) | 231.7 (9.122) | 1,949.3 (76.744) |
| 平均降水日数 （≥1.0 mm）                         | 4.6          | 3.5          | 6.1          | 9.1           | 14.3          | 12.9          | 11.9          | 12.8         | 15.8          | 14.6         | 13.3          | 11.8          | 130.7            |
| % 湿度                                           | 78.0         | 77.0         | 76.9         | 78.1          | 80.8          | 80.7          | 79.1          | 80.5         | 81.0          | 81.7         | 82.2          | 80.9          | 79.74            |
| 平均月間日照時間                                 | 248.0        | 259.9        | 279.0        | 246.0         | 223.2         | 201.0         | 226.3         | 210.8        | 201.0         | 235.6        | 225.0         | 220.1         | 2,775.9          |
| 出典1：NOAA                                      |              |              |              |               |               |               |               |              |               |              |               |               |                  |
| 出典2：香港天文台, BBC Weather（最高・最低気温） |              |              |              |               |               |               |               |              |               |              |               |               |                  |